# Cerkiew św. Włodzimierza w Wieluniu
Cerkiew pod wezwaniem św. Włodzimierza – dawna cerkiew w Wieluniu. Funkcjonowała w latach 1852–1902, gdy została zastąpiona większą cerkwią Przenajświętszej Bogarodzicy Maryi. W okresie międzywojennym w budynku funkcjonowało jedno z wieluńskich kin, a obecnie jedna z bibliotek. 